# Спадавеккиа, Антонио Эммануилович
Антонио Эммануилович Спадавеккиа (21 мая (3 июня) 1907, Одесса — 7 февраля 1988, Москва) — советский композитор итальянского происхождения, Народный артист РСФСР (1977), Заслуженный деятель искусств РСФСР (1963).
Автор музыки ко многим кинофильмам, автор опер, балетов, концертов.

## Биография
Родился в Одессе 21 мая (3 июня) 1907 года. Учился в Московской консерватории по классу композиции у В. Я. Шебалина, в 1937 году окончил её. Впоследствии занимался у Сергея Прокофьева. Член КПСС с 1944 года.
Похоронен на Кунцевском кладбище.

## Творчество

### Оперы
- «Акбузат» («Волшебный конь») совместно с Х. Заимовым (впервые поставлена в 1942 году в Башкирском театре оперы и балета)[4]
- «Хозяйка гостиницы» по одноимённой пьесе Карло Гольдони (впервые поставлена в 1947 году в Музыкальном театре Станиславского и Немировича-Данченко)
- «Хождение по мукам» по одноимённому роману А. Н. Толстого (впервые поставлена в 1953 году в Пермском театре оперы и балета)
- «Письмо незнакомки», моноопера по новелле С. Цвейга
- «Овод», по одноимённому роману Э. Войнич (впервые поставлена в 1958 году в Пермском театре оперы и балета)[7]

### Оперетты
- «Нежданная свадьба» по одноимённому роману А. Н. Толстого (впервые поставлена в 1944 году в Башкирском театре оперы и балета)

### Балеты
- «Враги» (впервые поставлен в 1938 году в Москве)
- «Берег счастья» (впервые поставлен в 1948 году в Москве)

### Музыка к фильмам
- 1947 — Золушка
- 1947 — За тех, кто в море
- 1950 — Смелые люди
- 1950 — Дудочка и кувшинчик (мультфильм)
- 1953 — Застава в горах
- 1953 — Беззаконие (короткометражный)
- 1955 — Фонтан (короткометражный)
- 1957 — Гуттаперчевый мальчик
- 1957 — Сапоги (короткометражный)
- 1959 — Неподдающиеся
- 1960 — Испытательный срок
- 1960 — Шумный день
- 1962 — Чёрная чайка
- 1963 — Каин XVIII
- 1964 — Остров Колдун
- 1973 — Представление начинается
- 1980 — Дом на Лесной

## Сказки
- «Золушка» : детская музыкальная сказка-игра. Либретто / И. Петров, И. Берлянд. Сценарий фильма создал И. Шварц, создана в 70-е годы.